# Eutelia ekeikei
Eutelia ekeikei är en fjärilsart som beskrevs av Bethune-Baker 1906. Eutelia ekeikei ingår i släktet Eutelia och familjen nattflyn. Inga underarter finns listade i Catalogue of Life.